# رولاند نيلسون (عداء مشي)
رولاند نيلسون (بالسويدية: Roland Nilsson)‏ هو عداء مشي سويدي، ولد في 13 سبتمبر 1948 في Oppmanna ‏ في السويد.

## وصلات خارجية
- رولاند نيلسون على موقع أوليمبيديا (الإنجليزية)
- رولاند نيلسون على موقع اللجنة الأولمبية السويدية (السويدية)